# Hans Seeling
Pour les articles homonymes, voir Seeling.
Hans Seeling, né le 14 février 1828 à Prague (Royaume de Bohême) et mort le 25 mai 1862 dans la même ville, est un pianiste et compositeur autrichien.

## Œuvres
- Opus 1 :
  - 2 Impromptus
  - Barcarole
  - Cantabile
- Opus 2 : Loreley
- Opus 3 : Nocturne en la bémol majeur
- Opus 4 : 3 Mazurkas
- Opus 5 : Allegro en ré mineur
- Opus 6 : Idylle
- Opus 7 (2 poésies) :
  - Du bist wie eine Blume
  - Du wilder Strom
  - Du dunkles Thal
- Opus 8 (2 impromptus) : Impromptu Romance
- Opus 9 : Barcarolle
- Opus 10 : 12 études de concert
- Opus 11 :
  - Schilflieder
  - 5 Klavierstücke nach den Gedichten von N. Lenau
  - Drüben geht die Sonne scheiden
  - Trübe wird's, die Wolken jagen
  - Auf geheimem
  - Aldespfade
  - Sonnenuntergang
  - Auf dem Teich, dem regungslosen
- Opus 12 : Nocturne
- Opus 13 :
  - Memoiren eines Künstlers
  - Tondichtungen
- Opus 14 : Albumblätter
- Opus 15 : 3 Mazurkas
- Opus 16 : Phantasiestück
- Opus 17 : Scherzo
- Opus 18 : Rondo
- Opus 19 : Concert-Allegro

Les deux derniers opus sont publiés à titre posthume (Nachgelassenes Werk) en 1873 par Jakob Melchior Rieter-Biedermann (de), à Leipzig.